# Shinhidaka
Shinhidaka (jap. 新ひだか町 Shinhidaka-chō) – miasto w Japonii, w prefekturze Hokkaido, w podprefekturze Hidaka. Według danych na rok 2020 miejscowość zamieszkiwało 21 517 mieszkańców , a gęstość zaludnienia wyniosła 18,8 os./km². Shinhidaka to najbardziej zaludnione miasto i centrum gospodarcze podprefektury Hidaka.